# Піта китайська
Піта китайська (Pitta nympha) — вид горобцеподібних птахів родини пітових (Pittidae).

## Поширення
Птах розмножується в Японії, Південній Кореї, Китаї і Тайвані. На зимівлю мігрує на Калімантан. Мешкає в тропічних лісах.

## Опис
Дрібний птах, завдовжки до 20  см. У нього міцне тіло з короткими крилами та хвостами, міцними ногами, видовженими головою та дзьобом. Шапка і потилиця світло-коричневі. Від основи дзьоба через очі проходить чорна смуга. Над нею є біла брова. Спина і крила темно-зелені, махові пера чорні з білою плямою, деякі криючі сині. Груди та живіт білуваті. Нижня частина живота і підхвістя червоні. Очі карі, дзьоб чорнуватий, ноги тілесного кольору.

## Спосіб життя
Харчується равликами, хробаками, комахами та іншими безхребетними, яких знаходить на землі в густому підліску. Гніздо будує не вище 5 м над землею. На Тайвані репродуктивний період триває з травня по червень.